# Tab Ramos
Tabaré Ricardo Ramos Ricciardi, més conegut com a Tab Ramos (Montevideo, 21 de setembre de 1966) és un exfutbolista uruguaià-estatunidenc, que ocupava la posició de migcampista.

## Trajectòria
Dona els seus primers passos a l'Unión Vecinal de Montevideo. Quan té 11 anys, emigra amb la seua família a Nova Jersey. El 1982, obté la nacionalitat estatunidenca. Allí segueix militant a equips de base, com el Thistle FC. El 1984, és triat a la posició número 10 del draft pel New York Cosmos, però el futbolista decideix continuar en la lliga universitària. Disputa la NCAA amb la Universitat Estatal de Carolina del Nord, on sobresurt i rep diversos guardons. El 1988 entra dins la selecció olímpica estatunidenca per acudir als Jocs de Seül.
Inicia la seua carrera professional el 1988 amb els New Jersey Eagles, de l'American Soccer League III. Eixe mateix any també és triat pel Tacoma Stars per a disputar la MISL, de futbol sala, però el migcampista decideix només jugar en futbol-11. El 1989 fitxa pel Miami Sharks, i entra dins de l'All Star de la temporada.
El 1990, igual que altres jugadors de la selecció estatunidenca, signa un contracte amb la Federació dels Estats Units per a jugar exclusivament amb el combinat nacional, per tal de preparar-se de cara al Mundial d'eixe estiu, celebrat a Itàlia. Passada la cita, la Federació cerca oportunitats per als seus jugadors i al juliol de 1990 arriba a un acord de cessió amb la UE Figueres, de la Segona Divisió B espanyola, on marca 5 gols en 31 partits. L'estiu de 1991 trenca el contracte amb la Federació del seu país, i en finalitzar la 91/92, fitxa pel Reial Betis.
Amb l'equip andalús, aconsegueix l'ascens a primera divisió l'estiu de 1994. Inicia la campanya següent amb el Betis, però no disputa cap minut a causa que es recupera d'una lesió soferta durant el Mundial d'eixe estiu. El 1994, a més a més, és nomenat Jugador de l'Any de la CONCACAF.
Al mes de gener de 1995 signa amb la nova Major League Soccer, que s'havia de posar en marxa a la tardor d'eixe any. El projecte s'endarrereix un any i la MLS cedeix Tab Ramos a l'Tigres mexicà, amb qui disputa la segona meitat de la campanya 94/95. La temporada següent continua a Tigres, amb qui guanya la Copa de Mèxic.
Quan el 2006 s'enceta la MLS, Tab Ramos s'incorpora al MetroStars. Amb aquest equip disputa set temporades. Està present a l'All Star de 1996, 1998 i 1999. El 2002 hi penja les botes. Tres anys després, ingressa al Saló de la Fama.

## Selecció
Tab Ramos va iniciar la seua carrera internacional res més obtindre la nacionalitat estatunidenca. El 1983 acudeix al Mundial Juvenil. L'any següent va ser triat en primera instància per formar la selecció olímpica de cara als Jocs de Los Angeles 1984, dins d'un combinat de juvenils. Però, el Comité Olímpic Internacional va obrir la modalitat de futbol a jugadors professionals, amb la qual cosa es va refer la convocatòria i el migcampista va quedar fora. Sí que hi participa quatre anys després, a Seul.
El 1988 debuta amb la selecció absoluta, en partit contra Guatemala, i dos anys després, pren part al Mundial d'Itàlia. El 1994, és titular al Mundial que se celebra al seu país. Però, a la ronda de setzens, és lesionat pel brasiler Leonardo, que el manté fora dels terrenys de joc durant gairebé quatre mesos.
El 1995, queda quart a la Copa Amèrica. El 7 de setembre de 1997, un gol seu contra Costa Rica dona la classificació per al Mundial de 1998, que també hi disputa. El 15 de novembre de 2000 juga el seu darrer encontre internacional, atés que dos dies després, anuncia la seua retirada de la selecció. En total, va disputar 81 partits i va marcar 8 gols.
A més a més, va ser internacional en 8 ocasions amb la selecció de futbol sala dels Estats Units, marcant tres gols. Amb aquest equip, va ser tercer del Mundial de la categoria de 1989.